# Amanal Petros
Amanal Petros (* 17. Mai 1995 in Assab, Eritrea) ist ein deutscher Leichtathlet, der sich auf Langstrecken- und Crossläufe spezialisiert hat. Er hält den deutschen Rekord über die Halbmarathondistanz (Stand April 2025).

## Berufsweg
Seit September 2017 ist Petros Sportsoldat.

## Werdegang
Amanal Petros stammt aus der Region Tigray und wurde in der eritreischen Hafenstadt Assab geboren. Als er zwei Jahre alt war, flüchtete seine Mutter mit ihm aufgrund des Eritreisch-Äthiopischen Krieges nach Äthiopien. Im Alter von 16 Jahren flog er nach Deutschland (seine Mutter und zwei Schwestern lebten 2020 weiterhin in Äthiopien) und wurde Anfang 2012 als Asylbewerber in Bielefeld untergebracht. In Äthiopien spielte er gerne Fußball, und bei Schulwettkämpfen gewann er regelmäßig beim Laufen. In Bielefeld vermittelten seine Betreuer ihn zunächst an einen Fußballklub, dann aber wegen seines Lauftalents an einen Leichtathletikverein. Seit Juni 2012 war Petros beim TSVE Bielefeld, wo er gleich Ende des Monats bei seinem ersten Wettkampf über 10 km in 32:15 min und weiteren Volksläufen siegte sowie bei den Vereinsmeisterschaften einen neuen Streckenrekord aufstellte.
Bereits 2013 nahm Petros erstmals an Deutschen Jugendmeisterschaften teil und wurde sogleich Vizemeister über 5000 Meter der U20. Ohne deutsche Staatsbürgerschaft konnte Petros international nicht für den Deutschen Leichtathletik-Verband (DLV) starten, die Teilnahme an nationalen Titelkämpfen war nach DLV-Regelung hingegen auch ohne deutsche Staatsbürgerschaft möglich.
2014 holte Petros drei deutsche Meistertitel. Bei den Deutschen Jugendhallenmeisterschaften im 3000-Meter-Lauf (U20), bei den Deutschen Crosslauf-Meisterschaften über 6,18 km in der U20-Wertung und bei den Deutschen Meisterschaften im 10-km-Straßenlauf (U23), was gleichzeitig der 2. Platz in der Männerhauptklasse war.
2015 folgten national weiter zahlreiche Podiumsplätze. Bei den Deutschen Crosslauf-Meisterschaften holte sich Petros über 8,4 km den U23-Titel. Über 5000 Meter wurde Petros Deutscher U23-Meister, bei den Deutschen Meisterschaften im 10.000-Meter-Lauf konnte er U23-Vizemeister werden, was einem 4. Platz in der Männer Hauptklasse entsprach. Die Deutschen Meisterschaften im 10-km-Straßenlauf beendete Petros als U23-Meister, was gleichzeitig der Vizemeistertitel in der Männer Hauptklasse bedeutete. Bei den Deutschen Meisterschaften erreichte er über 5000 Meter den Bronzerang. Ende Juli erhielt Petros die deutsche Staatsbürgerschaft, weshalb er Mitte Juli noch nicht an den U23-Europameisterschaften in Tallinn teilnehmen konnte. Im Dezember startete er dann bei den Crosslauf-Europameisterschaften in Hyères in der Altersgruppe der U23 und gewann nach einem Tempovorstoß eineinhalb Kilometer vor dem Ziel die Bronzemedaille.
2016 konnte Petros mehrere nationale Titel verteidigen. Er wurde wieder U23-Meister bei den Deutschen Crosslauf-Meisterschaften, diesmal über 8,3 km, bei den Deutschen U23-Meisterschaften über 5000 Meter und bei den Deutschen Meisterschaften im 10-km-Straßenlauf. Letztere bedeutete auch die Verteidigung der Vizemeisterschaft in der Männer Hauptklasse. Auch kam er bei den Deutschen Meisterschaften über 5000 Meter wieder auf den Bronzerang. Schließlich holte Petros erstmals den U23-Titel bei den Deutschen Meisterschaften im 10.000-Meter-Lauf, der gleichzeitig die Vizemeisterschaft in der Männer Hauptklasse war. International verpasste der Langstreckenläufer bei den Crosslauf-Europameisterschaften in Chia in der U23-Wertung das Podium nur knapp und wurde Vierter.
2017 wurde er in Bautzen erneut Deutscher Vizemeister über 10.000 Meter. Mit der Mannschaft wurde Petros im nordfranzösischen Lille Team-Europameister, beim 5000-Meter-Lauf belegte er den dritten Platz und sammelte neun Punkte für das deutsche Team. Drei Wochen später wurde er in Bydgoszcz U23-Vizeeuropameister über 10.000 Meter und belegte zudem den 4. Platz über 5000 Meter. Seinen ersten Titel bei den Aktiven konnte Petros in Bad Liebenzell durch den Sieg bei den Deutschen Meisterschaften im 10-km-Straßenlauf feiern.

Petros gehört seit der Leistungssportreform 2017 zum Perspektivkader (PK) des Deutschen Leichtathletik-Verbandes (DLV).
2018 kam Petros bei den Deutschen Hallenmeisterschaften über 3000 Meter auf den 5. Platz. Bronze holte er sich bei den Deutschen Meisterschaften über 5000 Meter. Über 10.000 Meter kam er bei den Heimeuropameisterschaften in Berlin auf den 16. Platz.
2019 wurde Petros in Ingolstadt Deutscher Crosslauf-Vizemeister auf der Langstrecke und holte Bronze über 5000 Meter bei den Deutschen Meisterschaften. Mit der Mannschaft kam Petros bei der Team-Europameisterschaft in Bydgoszcz auf den 2. Platz. Er selbst wurde im Einzel wegen Bahnübertretung disqualifiziert. Mitte September holte er sich erneut den Titel im 10-km-Straßenlauf. Jeweils den zweiten Platz belegte Petros bei den Militärweltspielen in Wuhan über 5000 sowie 10.000 Meter und kam mit der Mannschaft auf den 6. Platz.
2020 siegte er in der wegen der COVID-19-Pandemie verspätet gestarteten Freiluftsaison am 13. September beim Frankfurt Halbmarathon Invitational in 1:03:31 h, kam aber bei den Halbmarathon-Weltmeisterschaften in Gdynia in 1:05:22 h nur auf den 100. Platz. Am 6. Dezember gelang ihm beim Valencia-Marathon mit 2:07:18 h ein neuer deutscher Landesrekord über die Marathondistanz. Dabei unterbot er den von Arne Gabius 2015 aufgestellten Rekord um über eine Minute.
2021 belegte Petros bei den Olympischen Spielen in Sapporo den 30. Rang im Marathonlauf. Am 24. Oktober stellte er beim Valencia-Halbmarathon mit 1:00:09 h einen neuen deutschen Landesrekord über die Halbmarathondistanz auf. Am 5. Dezember konnte er erneut in Valencia den deutschen Marathonrekord mit 2:06:27 h nochmals verbessern.
Beim Marathon der Europameisterschaften 2022 in München belegte Petros den 4. Platz in 2:10:39 h. In der Teamwertung belegte er damit, gemeinsam mit Richard Ringer (2:10:21 h (1. Platz)) und Johannes Motschmann (2:14:52 h (16. Platz)), den 2. Platz in 6:35:52 h.
Am 26. Februar 2023 brach Petros den 30 Jahre alten deutschen Rekord über 10 Kilometer von Carsten Eich. Im spanischen Castellón lief er nach 27:32 Minuten ins Ziel. Einen Monat später siegte Petros beim Hannover-Marathon und stellte dabei mit 2:07:02 h einen neuen Streckenrekord auf. Mit neuartigen Carbonlaufschuhen gelang ihm beim Berlin-Marathon 2023 die Verbesserung seines deutschen Marathonrekords um gleich 1 1⁄2 Minuten auf 2:04:58 h.
Im April 2024 verbesserte er in Hannover den von ihm aufgestellten Streckenrekord auf 2:06:05 h und wurde damit zudem Deutscher Meister im Marathonlauf.
Bei den Europameisterschaften 2024 in Rom gewann Petros im Halbmarathon mit 1:01:07 h Bronze und mit dem Team ebenfalls Bronze.
Am 6. April 2025 unterbot Petros beim Berliner Halbmarathon mit 59:31 min als erster Deutscher die Stundenmarke über diese Distanz. Er reihte sich mit dieser Zeit auf Platz 4 in der ewigen europäischen Bestenliste ein und war der 18. Europäer, dem eine Halbmarathon-Zeit unter einer Stunde gelang.

## Vereinszugehörigkeiten und Trainer
Amanal Petros war von 2012 bis 2015 beim TSVE Bielefeld und wechselte Anfang 2016 zum Nachbarverein SV Brackwede. Von dem dort ansässigen A-Lizenz-Trainer Thomas Heidbreder, der zugleich als ostwestfälischer Stützpunkttrainer agierte, wurde er bereits bald nach Beginn seiner Laufkarriere betreut. Von 2019 bis 2022 startete er für den TV Wattenscheid 01 Leichtathletik, wo er von Anton Kirschbaum und weiterhin von Heidbreder trainiert wurde. Mit Beginn des Jahres 2023 wechselte Petros nach Berlin zum SC Charlottenburg ins Marathon Team Berlin.

## Erfolge (Auswahl)
national (Auswahl)
- 2014: 1. Platz Deutsche Jugendhallenmeisterschaften über 3000 m (U20)
- 2014: 1. Platz Deutsche Crosslauf-Meisterschaften über 6,18 km (U20)
- 2014: 1. Platz Deutsche 10-km-Straßenlauf-Meisterschaften (U23), gleichzeitig 2. Platz in der Männer Hauptklasse
- 2015: 1. Platz Deutsche Crosslauf-Meisterschaften über 8,4 km (U23)
- 2015: 1. Platz Deutsche U23-Meisterschaften über 5000 m
- 2015: 1. Platz Deutsche 10-km-Straßenlauf-Meisterschaften (U23), gleichzeitig 2. Platz in der Männer Hauptklasse
- 2016: 1. Platz Deutsche Crosslauf-Meisterschaften über 8,3 km (U23)
- 2016: 1. Platz Deutsche Meisterschaften im 10.000-Meter-Lauf (U23), gleichzeitig 2. Platz in der Männer Hauptklasse
- 2016: 1. Platz Deutsche U23-Meisterschaften über 5000 m
- 2016: 1. Platz Deutsche 10-km-Straßenlauf-Meisterschaften (U23), gleichzeitig 2. Platz in der Männer Hauptklasse
- 2017: 1. Platz Deutsche Meisterschaften im 10.000-Meter-Lauf (U23), gleichzeitig 2. Platz in der Männer Hauptklasse
- 2017: 1. Platz Deutsche Meisterschaften 10-km-Straßenlauf, gleichzeitig 1. Platz in der U23
- 2019: 1. Platz Deutsche Meisterschaften 10-km-Straßenlauf

international (Auswahl)
- 2017: Team-Europameister, gleichzeitig 3. Platz über 5000 m
- 2017: 2. Platz U23-Europameisterschaften über 10.000 m
- 2019: 2. Platz Team-Vizeeuropameister mit der Mannschaft
- 2019: 2. Platz Militärweltspiele (5000 und 10.000 m, 6. Platz Mannschaft)
- 2021: 30. Platz Olympische Spiele in Tokio, Marathon
- 2022: 2. Platz Europameisterschaften 2022 in der Marathon-Teamwertung
- 2024: DNF Olympische Spiele in Paris, Marathon Männer, aufgegeben wegen Oberschenkelproblemen[20]

## Bestleistungen
(Stand: 6. April 2025)
- 1500 m: 3:45,73 min, 18. Mai 2019, Karlsruhe
  - Halle: 3:50,54 min, 3. Februar 2016, Düsseldorf
- 3000 m: 8:03,33 min, 13. Mai 2018, Pliezhausen
  - Halle: 8:02,29 min, 10. Februar 2018, Gent
- 5000 m: 13:22,52 min, 20. Juli 2019, Heusden-Zolder
- 10.000 m: 27:47,62 min, 8. September 2023, Brüssel
- 5 km: 14:12 min, 20. März 2022, Lille
- 8 km: 22:45 min, 31. Dezember 2019, Trier
- 10 km: 27:32 min, 26. Februar 2023, Castellón de la Plana
- 15 km: 44:41 min, 31. Dezember 2018, Soest
- Halbmarathon: 59:31 min, 6. April 2025, Berlin
- Marathon: 2:04:58 h, 24. September 2023, Berlin